# 克雷沃拉多索拉
克雷沃拉多索拉（義大利語：Crevoladossola），是意大利韦尔巴诺-库西亚-奥索拉省的一个市镇。总面积39平方公里，人口4743人，人口密度121.6人/平方公里（2009年）。ISTAT代码为103025。